# Llista de topònims de les Franqueses del Vallès
Llista de topònims (noms propis de lloc) del municipi de les Franqueses del Vallès, al Vallès Oriental
Informació actualitzada per un bot. Els canvis manuals es perdran quan s'actualitzi!

## curs d'aigua
| imatge | Nom             | Ubicat a                                               | instància de                                               | Detalls                                                                      | coordenades                                                                                               | Protecció | Commons (més fotos) | Dades a WD                    |
| ------ | --------------- | ------------------------------------------------------ | ---------------------------------------------------------- | ---------------------------------------------------------------------------- | --- | --------- | ------------------- | ----------------------------- |
|        | Congost         | província de Barcelona Osona Vallès Oriental           | curs d'aigua àrea protegida Pla d'Espais d'Interès Natural | Travessa: Osona Vallès Oriental Desemboca: Besòs Llarg: 41km Conca: 358.4km² | 41° 32′ 47″ N, 2° 15′ 05″ E / 41.546525°N,2.251326°E 41° 50′ 34″ N, 2° 10′ 58″ E / 41.842662°N,2.182677°E |           | Congost River       | Modifica les dades a Wikidata |
|        | riera Carbonell | Cànoves i Samalús les Franqueses del Vallès Granollers | curs d'aigua                                               | Desemboca: Congost                                                           | 41° 37′ 18″ N, 2° 17′ 13″ E / 41.621652°N,2.286858°E 41° 41′ 14″ N, 2° 20′ 10″ E / 41.687142°N,2.336181°E |           | Riera Carbonell     | Modifica les dades a Wikidata |

## edifici
| imatge | Nom                                  | Ubicat a                  | instància de | Detalls                                                       | coordenades                                                                             | Protecció                                  | Commons (més fotos)                            | Dades a WD                    |
| ------ | ------------------------------------ | ------------------------- | ------------ | ------------------------------------------------------------- | --------------------------------------------------------------------------------------- | ------------------------------------------ | ---------------------------------------------- | ----------------------------- |
|        | Bassa de Can Camp                    | les Franqueses del Vallès | edifici      | Estil: arquitectura popular                                   |                                                                                         | bé integrant del patrimoni cultural català |                                                | Modifica les dades a Wikidata |
|        | Escola pública de Marata             | Marata                    | edifici      | Arquitecte: Manuel Joaquim Raspall i Mayol Estil: noucentisme | 41° 38′ 44″ N, 2° 19′ 22″ E / 41.64551°N,2.32268°E ca:Marata                            | bé integrant del patrimoni cultural català | Escola pública de Marata                       | Modifica les dades a Wikidata |
|        | Escoles públiques del Pla de Llerona | les Franqueses del Vallès | edifici      | Arquitecte: Manuel Joaquim Raspall i Mayol Estil: noucentisme | 41° 38′ 59″ N, 2° 17′ 26″ E / 41.64963°N,2.29068°E                                      | bé integrant del patrimoni cultural català | Escoles públiques del Pla de Llerona           | Modifica les dades a Wikidata |
|        | Escorxador                           | les Franqueses del Vallès | edifici      | Estil: arquitectura modernista 20th century                   | 41° 37′ 28″ N, 2° 17′ 35″ E / 41.62451°N,2.29309°E ca:Plaça de l'Escorxador, 1 167 msnm | bé integrant del patrimoni cultural català | Escorxador (les Franqueses del Vallès)         | Modifica les dades a Wikidata |
|        | Magatzems militars                   | les Franqueses del Vallès | edifici      | Estil: arquitectura popular                                   | 41° 37′ 49″ N, 2° 17′ 40″ E / 41.63031°N,2.29436°E ca:Corró d'Avall. Darrere l'estació  | bé integrant del patrimoni cultural català | Magatzems militars (les Franqueses del Vallès) | Modifica les dades a Wikidata |

## entitat singular de població
| imatge | Nom           | Ubicat a                  | instància de                                                                   | Detalls  | coordenades                                                                | Protecció | Commons (més fotos)                | Dades a WD                    |
| ------ | ------------- | ------------------------- | ------------------------------------------------------------------------------ | -------- | -------------------------------------------------------------------------- | --------- | ---------------------------------- | ----------------------------- |
|        | Bellavista    | les Franqueses del Vallès | entitat singular de població                                                   | 8919 hab | 41° 37′ 01″ N, 2° 17′ 57″ E / 41.617072736186°N,2.2991125017303°E 169 msnm |           |                                    | Modifica les dades a Wikidata |
|        | Corró d'Amunt | les Franqueses del Vallès | entitat singular de població ens local històric de Catalunya                   | 426 hab  | 41° 40′ 11″ N, 2° 19′ 43″ E / 41.66971389°N,2.32854167°E 282 msnm          |           | Corró d'Amunt                      | Modifica les dades a Wikidata |
|        | Corró d'Avall | les Franqueses del Vallès | entitat singular de població capital municipal ens local històric de Catalunya | 9627 hab | 41° 37′ 40″ N, 2° 17′ 50″ E / 41.627817°N,2.297174°E 191 msnm              |           | Corró d'Avall                      | Modifica les dades a Wikidata |
|        | Llerona       | les Franqueses del Vallès | entitat singular de població ens local històric de Catalunya                   | 1511 hab | 41° 38′ 52″ N, 2° 18′ 00″ E / 41.64788056°N,2.299925°E 209 msnm            |           | Llerona                            | Modifica les dades a Wikidata |
|        | Marata        | les Franqueses del Vallès | entitat singular de població ens local històric de Catalunya                   | 184 hab  | 41° 38′ 48″ N, 2° 19′ 24″ E / 41.64665°N,2.32344722°E 240 msnm             |           | Marata (les Franqueses del Vallès) | Modifica les dades a Wikidata |

## església
| imatge | Nom                                       | Ubicat a                  | instància de                 | Detalls                                           | coordenades                                                                             | Protecció                                            | Commons (més fotos)                             | Dades a WD                    |
| ------ | ----------------------------------------- | ------------------------- | ---------------------------- | ------------------------------------------------- | --------------------------------------------------------------------------------------- | ---------------------------------------------------- | ----------------------------------------------- | ----------------------------- |
|        | Mare de Déu del Pla                       | Corró d'Amunt             | església ermita              |                                                   | 41° 39′ 31″ N, 2° 19′ 24″ E / 41.6585°N,2.32346°E                                       | bé integrant del patrimoni cultural català           | Mare de Déu del Pla (les Franqueses del Vallès) | Modifica les dades a Wikidata |
|        | Sant Iscle i Santa Victòria de Can Guilla | les Franqueses del Vallès | església                     | Estil: arquitectura romànica                      | 41° 40′ 06″ N, 2° 18′ 24″ E / 41.668333333333°N,2.3066666666667°E                       | bé integrant del patrimoni cultural català           | Sant Iscle i Santa Victòria de Can Guilla       | Modifica les dades a Wikidata |
|        | Sant Mamet de Corró d'Amunt               | les Franqueses del Vallès | església església parroquial | Estil: arquitectura romànica arquitectura barroca | 41° 40′ 14″ N, 2° 19′ 46″ E / 41.67053°N,2.32931°E ca:Crtra. BV-5151, km 5,8            | bé integrant del patrimoni cultural català           | Sant Mamet de Corró d'Amunt                     | Modifica les dades a Wikidata |
|        | Santa Coloma de Marata                    | Marata                    | església església parroquial | Estil: arquitectura romànica                      | 41° 38′ 47″ N, 2° 19′ 21″ E / 41.64646°N,2.32237°E ca:Ctra. BU-5151, km 2,38, a 0,6 km, | bé integrant del patrimoni cultural català           | Santa Coloma de Marata                          | Modifica les dades a Wikidata |
|        | Santa Eulàlia de Corró d'Avall            | les Franqueses del Vallès | església església parroquial | Estil: academicisme                               | 41° 37′ 38″ N, 2° 17′ 49″ E / 41.62731°N,2.29685°E                                      | bé integrant del patrimoni cultural català           | Santa Eulàlia de Corró d'Avall                  | Modifica les dades a Wikidata |
|        | Santa Maria de Llerona                    | les Franqueses del Vallès | església església parroquial | Estil: art preromànic arquitectura romànica       | 41° 38′ 59″ N, 2° 18′ 01″ E / 41.6497°N,2.30028°E                                       | bé d'interès cultural bé cultural d'interès nacional | Santa Maria de Llerona                          | Modifica les dades a Wikidata |
|        | capella de Santa Digna                    | Llerona                   | església                     | Estil: arquitectura popular 17th century          | 41° 39′ 34″ N, 2° 17′ 40″ E / 41.65932°N,2.29436°E ca:Pla de Llerona                    | bé integrant del patrimoni cultural català           | Capella de Santa Digna                          | Modifica les dades a Wikidata |

## estació de ferrocarril
| imatge | Nom                                         | Ubicat a                  | instància de           | Detalls | coordenades                                                   | Protecció | Commons (més fotos)                          | Dades a WD                    |
| ------ | ------------------------------------------- | ------------------------- | ---------------------- | ------- | ------------------------------------------------------------- | --------- | -------------------------------------------- | ----------------------------- |
|        | Estació de les Franqueses - Granollers Nord | les Franqueses del Vallès | estació de ferrocarril |         | 41° 37′ 02″ N, 2° 17′ 40″ E / 41.61725°N,2.2944444444444443°E |           | Les Franqueses-Granollers Nord train station | Modifica les dades a Wikidata |
|        | Estació de les Franqueses del Vallès        | les Franqueses del Vallès | estació de ferrocarril |         | 41° 37′ 47″ N, 2° 17′ 43″ E / 41.62975°N,2.295138888888889°E  |           | Les Franqueses del Vallès train station      | Modifica les dades a Wikidata |

## estructura arquitectònica
| imatge | Nom                        | Ubicat a                  | instància de              | Detalls                             | coordenades                                                                                                  | Protecció | Commons (més fotos) | Dades a WD                    |
| ------ | -------------------------- | ------------------------- | ------------------------- | ----------------------------------- | --- | --------- | ------------------- | ----------------------------- |
|        | Porta de l'església antiga | les Franqueses del Vallès | estructura arquitectònica | Estil: arquitectura del Renaixement | 41° 37′ 54″ N, 2° 18′ 11″ E / 41.631744384765625°N,2.303184986114502°E ca:Corró d'Avall. Plaça de la Sagrera |           |                     | Modifica les dades a Wikidata |
|        | font de Santa Eulàlia      | les Franqueses del Vallès | estructura arquitectònica |                                     | 41° 37′ 55″ N, 2° 18′ 10″ E / 41.631893157958984°N,2.3027279376983643°E ca:Plaça de la Sagrera               |           |                     | Modifica les dades a Wikidata |

## masia
| imatge | Nom                      | Ubicat a                                    | instància de                  | Detalls | coordenades | Protecció                                            | Commons (més fotos)                         | Dades a WD                    |
| ------ | ------------------------ | ------------------------------------------- | ----------------------------- | --- | --- | ---------------------------------------------------- | ------------------------------------------- | ----------------------------- |
|        | Ca l'Aimerich            | les Franqueses del Vallès                   | masia                         | Estil: gòtic tardà arquitectura popular 16th century                                                                | 41° 39′ 32″ N, 2° 18′ 35″ E / 41.65892°N,2.3097°E ca:Llerona 250 msnm                                                          | bé integrant del patrimoni cultural català           | Ca l'Eimeric (les Franqueses del Vallès)    | Modifica les dades a Wikidata |
|        | Ca l'Alrani              | les Franqueses del Vallès                   | masia                         | | 41° 39′ 24″ N, 2° 17′ 05″ E / 41.65664°N,2.28483°E                                                                             | bé integrant del patrimoni cultural català           | Ca l'Alrani (les Franqueses del Vallès)     | Modifica les dades a Wikidata |
|        | Ca l'Ametlletar          | les Franqueses del Vallès                   | masia                         | | 41° 39′ 52″ N, 2° 20′ 40″ E / 41.6644945037941°N,2.34457590766298°E                                                            |                                                      |                                             | Modifica les dades a Wikidata |
|        | Ca l'Ametlletar Nou      | les Franqueses del Vallès                   | masia                         | | 41° 39′ 47″ N, 2° 20′ 43″ E / 41.6631660437106°N,2.34538213867402°E                                                            |                                                      |                                             | Modifica les dades a Wikidata |
|        | Ca l'Antoja              | les Franqueses del Vallès                   | masia                         | | 41° 39′ 12″ N, 2° 17′ 01″ E / 41.6533496580011°N,2.28369182828277°E                                                            |                                                      |                                             | Modifica les dades a Wikidata |
|        | Ca l'Anton               | les Franqueses del Vallès                   | masia                         | | 41° 38′ 31″ N, 2° 19′ 58″ E / 41.6419350628958°N,2.33265292652042°E                                                            |                                                      |                                             | Modifica les dades a Wikidata |
|        | Ca l'Arabia              | les Franqueses del Vallès                   | masia                         | | 41° 37′ 44″ N, 2° 17′ 31″ E / 41.6288199973658°N,2.29189880598685°E ca:Camí Vell de Vic 169 msnm                               |                                                      | Ca l'Arabia (les Franqueses del Vallès)     | Modifica les dades a Wikidata |
|        | Ca l'Enrelats            | les Franqueses del Vallès                   | masia                         | | 41° 39′ 00″ N, 2° 20′ 06″ E / 41.6499555146321°N,2.33491191746655°E                                                            |                                                      |                                             | Modifica les dades a Wikidata |
|        | Ca l'Enric               | Marata                                      | masia                         | | 41° 38′ 52″ N, 2° 19′ 14″ E / 41.6476556818281°N,2.32053725023492°E ca:Marata. Camí vell de Marata                             |                                                      |                                             | Modifica les dades a Wikidata |
|        | Ca l'Ermità              | Marata                                      | masia                         | | 41° 38′ 11″ N, 2° 19′ 29″ E / 41.6363309284453°N,2.32465437574401°E                                                            |                                                      |                                             | Modifica les dades a Wikidata |
|        | Ca l'Esparnat            | Marata                                      | masia                         | | 41° 38′ 51″ N, 2° 19′ 22″ E / 41.6475248281207°N,2.32278423009855°E 236 msnm                                                   |                                                      | Ca l'Esparnat                               | Modifica les dades a Wikidata |
|        | Ca l'Hospici             | les Franqueses del Vallès                   | masia                         | | 41° 37′ 47″ N, 2° 18′ 46″ E / 41.6296496412043°N,2.31283890287335°E                                                            |                                                      |                                             | Modifica les dades a Wikidata |
|        | Ca l'Oller               | les Franqueses del Vallès                   | masia                         | | 41° 38′ 05″ N, 2° 18′ 21″ E / 41.6346598499285°N,2.30571404304858°E                                                            |                                                      |                                             | Modifica les dades a Wikidata |
|        | Ca n'Arimany             | les Franqueses del Vallès                   | masia                         | | 41° 38′ 46″ N, 2° 18′ 15″ E / 41.6462435372562°N,2.30430480115708°E                                                            |                                                      |                                             | Modifica les dades a Wikidata |
|        | Ca n'Illa                | les Franqueses del Vallès                   | masia                         | | 41° 39′ 06″ N, 2° 18′ 36″ E / 41.651727970258°N,2.31013037779258°E                                                             |                                                      |                                             | Modifica les dades a Wikidata |
|        | Cal Bessó                | les Franqueses del Vallès                   | masia                         | | 41° 40′ 29″ N, 2° 20′ 44″ E / 41.67468753696°N,2.3456258160044°E                                                               |                                                      |                                             | Modifica les dades a Wikidata |
|        | Cal Bot                  | les Franqueses del Vallès                   | masia                         | | 41° 38′ 58″ N, 2° 19′ 20″ E / 41.6493325341214°N,2.32232096786372°E                                                            |                                                      |                                             | Modifica les dades a Wikidata |
|        | Cal Boter                | les Franqueses del Vallès                   | masia                         | | 41° 39′ 34″ N, 2° 17′ 13″ E / 41.6594404297966°N,2.28690327971061°E                                                            |                                                      |                                             | Modifica les dades a Wikidata |
|        | Cal Cabrer               | les Franqueses del Vallès                   | masia                         | | 41° 38′ 57″ N, 2° 18′ 05″ E / 41.6491615376683°N,2.30128319590394°E                                                            |                                                      |                                             | Modifica les dades a Wikidata |
|        | Cal Cabrit               | les Franqueses del Vallès                   | masia                         | | 41° 37′ 24″ N, 2° 18′ 34″ E / 41.6233054956085°N,2.30931704391583°E                                                            |                                                      |                                             | Modifica les dades a Wikidata |
|        | Cal Calçons              | les Franqueses del Vallès                   | masia                         | | 41° 39′ 57″ N, 2° 19′ 55″ E / 41.6658361363951°N,2.33198574753917°E 272 msnm                                                   |                                                      | Cal Calçons                                 | Modifica les dades a Wikidata |
|        | Cal Corder               | les Franqueses del Vallès                   | masia                         | | 41° 41′ 06″ N, 2° 19′ 54″ E / 41.6849928902807°N,2.33175158193641°E                                                            |                                                      |                                             | Modifica les dades a Wikidata |
|        | Cal Diego                | les Franqueses del Vallès                   | masia                         | | 41° 39′ 54″ N, 2° 19′ 54″ E / 41.6649067827962°N,2.3317070704434°E                                                             |                                                      | Cal Diego (les Franqueses del Vallès)       | Modifica les dades a Wikidata |
|        | Cal Fuster               | les Franqueses del Vallès                   | masia                         | | 41° 38′ 24″ N, 2° 17′ 40″ E / 41.6400857218415°N,2.29446510056852°E                                                            |                                                      | Cal Fuster Gordi                            | Modifica les dades a Wikidata |
|        | Cal Gavatx               | Corró d'Avall                               | masia                         | | 41° 37′ 47″ N, 2° 17′ 31″ E / 41.6296137578296°N,2.2920822036328°E 169 msnm                                                    |                                                      | Cal Gavatx (Corró d'Avall)                  | Modifica les dades a Wikidata |
|        | Cal General              | les Franqueses del Vallès                   | masia                         | | 41° 38′ 57″ N, 2° 19′ 25″ E / 41.6491601825283°N,2.32364375170885°E                                                            |                                                      |                                             | Modifica les dades a Wikidata |
|        | Cal Gras                 | les Franqueses del Vallès                   | masia                         | | 41° 37′ 40″ N, 2° 19′ 13″ E / 41.6277578955687°N,2.32037406642916°E                                                            |                                                      |                                             | Modifica les dades a Wikidata |
|        | Cal Gravat               | les Franqueses del Vallès                   | masia                         | | 41° 37′ 30″ N, 2° 18′ 24″ E / 41.6249656224409°N,2.30679040895853°E                                                            |                                                      |                                             | Modifica les dades a Wikidata |
|        | Cal Liret                | les Franqueses del Vallès Cànoves i Samalús | masia                         | | 41° 41′ 04″ N, 2° 20′ 11″ E / 41.6845605675281°N,2.33641805813429°E                                                            |                                                      |                                             | Modifica les dades a Wikidata |
|        | Cal Llebrot              | les Franqueses del Vallès                   | masia                         | | 41° 40′ 36″ N, 2° 20′ 37″ E / 41.6766570656524°N,2.34351542893764°E                                                            |                                                      |                                             | Modifica les dades a Wikidata |
|        | Cal Manco                | les Franqueses del Vallès                   | masia                         | | 41° 40′ 26″ N, 2° 20′ 33″ E / 41.6739763415258°N,2.34253353531789°E                                                            |                                                      |                                             | Modifica les dades a Wikidata |
|        | Cal Músic                | Marata                                      | masia                         | | 41° 38′ 27″ N, 2° 19′ 49″ E / 41.6407052728998°N,2.33027615852496°E                                                            |                                                      |                                             | Modifica les dades a Wikidata |
|        | Cal Noiet                | les Franqueses del Vallès                   | masia                         | | 41° 39′ 24″ N, 2° 19′ 16″ E / 41.6565317052506°N,2.32121262166847°E                                                            |                                                      |                                             | Modifica les dades a Wikidata |
|        | Cal Pino                 | les Franqueses del Vallès Cànoves i Samalús | masia                         | | 41° 41′ 04″ N, 2° 20′ 15″ E / 41.6843859128701°N,2.33736907243617°E                                                            |                                                      |                                             | Modifica les dades a Wikidata |
|        | Cal Sant                 | les Franqueses del Vallès                   | masia                         | | 41° 38′ 55″ N, 2° 17′ 20″ E / 41.6486806901569°N,2.28896737398968°E                                                            |                                                      |                                             | Modifica les dades a Wikidata |
|        | Cal Sargento             | les Franqueses del Vallès                   | masia                         | | 41° 37′ 25″ N, 2° 18′ 43″ E / 41.6237080411266°N,2.31185762961801°E                                                            |                                                      |                                             | Modifica les dades a Wikidata |
|        | Cal Sastre               | les Franqueses del Vallès                   | masia                         | | 41° 39′ 15″ N, 2° 20′ 08″ E / 41.6541828781858°N,2.33543289217855°E                                                            |                                                      |                                             | Modifica les dades a Wikidata |
|        | Cal Sisto                | les Franqueses del Vallès                   | masia                         | | 41° 37′ 36″ N, 2° 18′ 08″ E / 41.626657918928°N,2.30215047024364°E 186 msnm                                                    |                                                      | Cal Sisto                                   | Modifica les dades a Wikidata |
|        | Cal Teixidor             | les Franqueses del Vallès                   | masia                         | | 41° 41′ 03″ N, 2° 20′ 21″ E / 41.6840538330539°N,2.33913874022119°E                                                            |                                                      |                                             | Modifica les dades a Wikidata |
|        | Cal Xico                 | les Franqueses del Vallès                   | masia                         | | 41° 40′ 40″ N, 2° 20′ 18″ E / 41.6777437737052°N,2.33825417757639°E                                                            |                                                      |                                             | Modifica les dades a Wikidata |
|        | Cal Xiquet               | les Franqueses del Vallès                   | masia                         | | 41° 40′ 25″ N, 2° 19′ 22″ E / 41.6736991980054°N,2.3227261763896°E                                                             |                                                      |                                             | Modifica les dades a Wikidata |
|        | Can Baldric              | les Franqueses del Vallès                   | masia                         | | 41° 39′ 10″ N, 2° 17′ 43″ E / 41.652898°N,2.295209°E 208 msnm                                                                  |                                                      | Can Baldric (Franqueses del Vallès)         | Modifica les dades a Wikidata |
|        | Can Barrabast            | les Franqueses del Vallès                   | masia                         | | 41° 38′ 54″ N, 2° 20′ 05″ E / 41.6482795899827°N,2.33480906789254°E                                                            |                                                      |                                             | Modifica les dades a Wikidata |
|        | Can Bartomeu             | les Franqueses del Vallès                   | masia                         | | 41° 39′ 23″ N, 2° 17′ 28″ E / 41.656349141142°N,2.29097281184172°E                                                             |                                                      |                                             | Modifica les dades a Wikidata |
|        | Can Batllori             | les Franqueses del Vallès                   | masia                         | | 41° 37′ 53″ N, 2° 18′ 05″ E / 41.6314458475885°N,2.30151055803474°E                                                            |                                                      |                                             | Modifica les dades a Wikidata |
|        | Can Beliarda             | les Franqueses del Vallès                   | masia                         | | 41° 37′ 27″ N, 2° 19′ 13″ E / 41.6242626878063°N,2.32030273339122°E                                                            |                                                      |                                             | Modifica les dades a Wikidata |
|        | Can Bertran              | les Franqueses del Vallès                   | masia                         | | 41° 40′ 18″ N, 2° 19′ 44″ E / 41.6717094320869°N,2.32900584812178°E ca:Corró d'Amunt. Crtra. BV-5151, km 5,2, a 200 m 284 msnm |                                                      | Can Bertran (les Franqueses del Vallès)     | Modifica les dades a Wikidata |
|        | Can Blai                 | les Franqueses del Vallès                   | masia                         | | 41° 37′ 26″ N, 2° 18′ 56″ E / 41.6237939455832°N,2.31568604819416°E                                                            |                                                      |                                             | Modifica les dades a Wikidata |
|        | Can Blanxart             | les Franqueses del Vallès                   | masia                         | | 41° 40′ 02″ N, 2° 19′ 23″ E / 41.6672521315471°N,2.32307003273396°E                                                            |                                                      | Can Blanxart (les Franqueses del Vallès)    | Modifica les dades a Wikidata |
|        | Can Borra                | les Franqueses del Vallès                   | masia                         | | 41° 40′ 21″ N, 2° 19′ 08″ E / 41.672471051830605°N,2.318919897079468°E                                                         |                                                      | Can Borra (les Franqueses del Vallès)       | Modifica les dades a Wikidata |
|        | Can Bosc                 | les Franqueses del Vallès                   | masia                         | | 41° 39′ 31″ N, 2° 17′ 03″ E / 41.6586397679603°N,2.28416167679345°E                                                            |                                                      |                                             | Modifica les dades a Wikidata |
|        | Can Bou                  | les Franqueses del Vallès                   | masia                         | | 41° 39′ 19″ N, 2° 17′ 27″ E / 41.6553930424579°N,2.29075510741387°E                                                            |                                                      |                                             | Modifica les dades a Wikidata |
|        | Can Bruguera             | les Franqueses del Vallès                   | masia                         | | 41° 40′ 32″ N, 2° 19′ 53″ E / 41.6755599509318°N,2.33132055960788°E                                                            |                                                      | Can Bruguera (les Franqueses del Vallès)    | Modifica les dades a Wikidata |
|        | Can Bufi Xic             | les Franqueses del Vallès                   | masia                         | | 41° 37′ 58″ N, 2° 17′ 34″ E / 41.6327531390548°N,2.2928762568055°E                                                             |                                                      |                                             | Modifica les dades a Wikidata |
|        | Can Busques              | les Franqueses del Vallès                   | masia                         | | 41° 37′ 50″ N, 2° 18′ 13″ E / 41.6304850104831°N,2.30347781288217°E                                                            |                                                      |                                             | Modifica les dades a Wikidata |
|        | Can Cabeça               | les Franqueses del Vallès                   | masia                         | | 41° 40′ 26″ N, 2° 20′ 32″ E / 41.6738220611436°N,2.34233087628075°E                                                            |                                                      |                                             | Modifica les dades a Wikidata |
|        | Can Calbet               | les Franqueses del Vallès                   | masia                         | | 41° 38′ 49″ N, 2° 17′ 20″ E / 41.6469064786263°N,2.28899889088936°E                                                            |                                                      |                                             | Modifica les dades a Wikidata |
|        | Can Camp                 | Corró d'Amunt                               | masia                         | Estil: arquitectura popular                                                                                         | 41° 40′ 13″ N, 2° 19′ 46″ E / 41.67025°N,2.32933°E ca:Corró d'Amunt. Crtra. BV-5151, km 5,6                                    | bé integrant del patrimoni cultural català           | Can Camp (les Franqueses del Vallès)        | Modifica les dades a Wikidata |
|        | Can Cantallops           | les Franqueses del Vallès                   | masia                         | | 41° 37′ 00″ N, 2° 18′ 50″ E / 41.6167944355766°N,2.31401962729895°E                                                            |                                                      |                                             | Modifica les dades a Wikidata |
|        | Can Capella              | les Franqueses del Vallès                   | masia                         | | 41° 39′ 00″ N, 2° 17′ 22″ E / 41.64988189947°N,2.28949457050372°E                                                              |                                                      |                                             | Modifica les dades a Wikidata |
|        | Can Carbonell            | les Franqueses del Vallès                   | masia                         | | 41° 39′ 41″ N, 2° 20′ 35″ E / 41.661467037257°N,2.3430722005105°E                                                              |                                                      |                                             | Modifica les dades a Wikidata |
|        | Can Carrasco             | les Franqueses del Vallès                   | masia                         | | 41° 38′ 57″ N, 2° 17′ 22″ E / 41.6492146000368°N,2.28936980515408°E                                                            |                                                      |                                             | Modifica les dades a Wikidata |
|        | Can Carrasquet           | les Franqueses del Vallès                   | masia                         | | 41° 39′ 02″ N, 2° 17′ 30″ E / 41.650435705959°N,2.29166213459693°E                                                             |                                                      |                                             | Modifica les dades a Wikidata |
|        | Can Casanoves            | les Franqueses del Vallès                   | masia                         | | 41° 38′ 28″ N, 2° 17′ 54″ E / 41.6410107751555°N,2.29844145541075°E                                                            |                                                      |                                             | Modifica les dades a Wikidata |
|        | Can Casanoves (Cal Nen)  | les Franqueses del Vallès                   | masia                         | | 41° 39′ 25″ N, 2° 17′ 26″ E / 41.65699768066406°N,2.2906129360198975°E ca:Llerona. Camí de Can Baixeres                        |                                                      |                                             | Modifica les dades a Wikidata |
|        | Can Cassà de la Serra    | les Franqueses del Vallès                   | masia                         | | 41° 39′ 15″ N, 2° 19′ 46″ E / 41.6541932469794°N,2.32946390287327°E 269 msnm                                                   |                                                      | Can Cassà de la Serra                       | Modifica les dades a Wikidata |
|        | Can Castell              | les Franqueses del Vallès                   | masia                         | | 41° 38′ 35″ N, 2° 17′ 55″ E / 41.6431742532048°N,2.29873018973265°E                                                            |                                                      |                                             | Modifica les dades a Wikidata |
|        | Can Clavets              | les Franqueses del Vallès Cànoves i Samalús | masia                         | | 41° 41′ 06″ N, 2° 19′ 49″ E / 41.6851290226594°N,2.330380397636°E                                                              |                                                      |                                             | Modifica les dades a Wikidata |
|        | Can Colom                | les Franqueses del Vallès                   | masia                         | | 41° 38′ 47″ N, 2° 17′ 23″ E / 41.6462530851958°N,2.28966653326268°E                                                            |                                                      |                                             | Modifica les dades a Wikidata |
|        | Can Coscó                | les Franqueses del Vallès                   | masia                         | | 41° 39′ 10″ N, 2° 17′ 17″ E / 41.6528820530899°N,2.28816456790409°E                                                            |                                                      |                                             | Modifica les dades a Wikidata |
|        | Can Costa                | les Franqueses del Vallès                   | masia                         | | 41° 38′ 06″ N, 2° 17′ 47″ E / 41.6349545321891°N,2.29640604263628°E                                                            |                                                      |                                             | Modifica les dades a Wikidata |
|        | Can Cot                  | Corró d'Amunt                               | masia                         | Estil: arquitectura popular                                                                                         | 41° 39′ 45″ N, 2° 19′ 19″ E / 41.66256°N,2.32198°E ca:Corró d'Amunt. Crtra. BV-5151, km 4,6                                    | bé integrant del patrimoni cultural català           | Can Cot (les Franqueses del Vallès)         | Modifica les dades a Wikidata |
|        | Can Dantí                | les Franqueses del Vallès                   | masia                         | | 41° 37′ 52″ N, 2° 18′ 32″ E / 41.6310308479928°N,2.30885040812101°E                                                            |                                                      |                                             | Modifica les dades a Wikidata |
|        | Can Diego                | les Franqueses del Vallès                   | masia                         | | 41° 38′ 29″ N, 2° 17′ 37″ E / 41.6413690866007°N,2.29370664080648°E                                                            |                                                      |                                             | Modifica les dades a Wikidata |
|        | Can Figa                 | les Franqueses del Vallès                   | masia                         | | 41° 41′ 04″ N, 2° 20′ 09″ E / 41.6843145451078°N,2.33592795357727°E                                                            |                                                      |                                             | Modifica les dades a Wikidata |
|        | Can Filbà                | Marata                                      | masia                         | | 41° 38′ 23″ N, 2° 19′ 35″ E / 41.6396999765981°N,2.3262521711506°E                                                             |                                                      |                                             | Modifica les dades a Wikidata |
|        | Can Font                 | les Franqueses del Vallès                   | masia                         | | 41° 38′ 03″ N, 2° 17′ 45″ E / 41.6340498325178°N,2.29575554766581°E                                                            |                                                      |                                             | Modifica les dades a Wikidata |
|        | Can Font de Baix         | Marata                                      | masia                         | | 41° 38′ 22″ N, 2° 19′ 42″ E / 41.6393885258372°N,2.32844070258801°E                                                            |                                                      |                                             | Modifica les dades a Wikidata |
|        | Can Font de Dalt         | Marata                                      | masia                         | | 41° 38′ 31″ N, 2° 19′ 29″ E / 41.6418352359878°N,2.32481304068787°E                                                            |                                                      |                                             | Modifica les dades a Wikidata |
|        | Can Gai                  | les Franqueses del Vallès                   | masia                         | | 41° 37′ 59″ N, 2° 17′ 56″ E / 41.6330158772059°N,2.29900839045667°E                                                            |                                                      |                                             | Modifica les dades a Wikidata |
|        | Can Ganduxer             | les Franqueses del Vallès                   | masia Ús: centre cultural     | | 41° 37′ 55″ N, 2° 18′ 08″ E / 41.63204382933698°N,2.302295565605164°E Corró d'Avall                                            | bé amb protecció urbanística                         |                                             | Modifica les dades a Wikidata |
|        | Can Garriga              | les Franqueses del Vallès                   | masia                         | | 41° 38′ 19″ N, 2° 18′ 03″ E / 41.6384851174621°N,2.30079818652014°E                                                            |                                                      |                                             | Modifica les dades a Wikidata |
|        | Can Garriga              | les Franqueses del Vallès                   | masia                         | | 41° 38′ 16″ N, 2° 18′ 30″ E / 41.637753117361704°N,2.308233976364136°E                                                         |                                                      |                                             | Modifica les dades a Wikidata |
|        | Can Ginesta              | Marata                                      | masia                         | | 41° 38′ 45″ N, 2° 19′ 13″ E / 41.645790969645425°N,2.320218086242676°E                                                         |                                                      |                                             | Modifica les dades a Wikidata |
|        | Can Girbau               | les Franqueses del Vallès                   | masia                         | | 41° 38′ 38″ N, 2° 18′ 48″ E / 41.6439647726414°N,2.31329922892658°E                                                            |                                                      |                                             | Modifica les dades a Wikidata |
|        | Can Gorgs                | les Franqueses del Vallès                   | masia                         | | 41° 39′ 52″ N, 2° 18′ 05″ E / 41.6645200917106°N,2.30151355774157°E                                                            |                                                      | Can Gorgs                                   | Modifica les dades a Wikidata |
|        | Can Grau Gros            | les Franqueses del Vallès                   | masia                         | | 41° 39′ 42″ N, 2° 18′ 24″ E / 41.6617684154157°N,2.30672013329196°E                                                            |                                                      | Can Grau Gros                               | Modifica les dades a Wikidata |
|        | Can Grau Xic             | les Franqueses del Vallès                   | masia                         | | 41° 39′ 42″ N, 2° 18′ 33″ E / 41.6616214113379°N,2.3092320503908°E 235 msnm                                                    |                                                      | Can Grau Xic                                | Modifica les dades a Wikidata |
|        | Can Guilla               | les Franqueses del Vallès                   | masia                         | Estil: arquitectura barroca arquitectura popular 18th century                                                       | 41° 40′ 02″ N, 2° 18′ 19″ E / 41.66725°N,2.30526°E ca:Ctra. N-152, km 34, a 1,5 km, prop de la urbanització els Gorcs          | bé integrant del patrimoni cultural català           | Can Guilla (les Franqueses del Vallès)      | Modifica les dades a Wikidata |
|        | Can Jaumira              | Marata                                      | masia                         | | 41° 38′ 47″ N, 2° 19′ 21″ E / 41.64637623044994°N,2.32237458229065°E                                                           |                                                      |                                             | Modifica les dades a Wikidata |
|        | Can Jep                  | les Franqueses del Vallès                   | masia                         | | 41° 39′ 22″ N, 2° 19′ 14″ E / 41.6560140018437°N,2.32048543789025°E                                                            |                                                      |                                             | Modifica les dades a Wikidata |
|        | Can Jo                   | les Franqueses del Vallès                   | masia                         | | 41° 39′ 29″ N, 2° 20′ 22″ E / 41.6580255609287°N,2.33953702345446°E                                                            |                                                      |                                             | Modifica les dades a Wikidata |
|        | Can Joanet               | les Franqueses del Vallès                   | masia                         | | 41° 39′ 00″ N, 2° 19′ 01″ E / 41.6500304374781°N,2.31696962734364°E                                                            |                                                      |                                             | Modifica les dades a Wikidata |
|        | Can Jordana              | les Franqueses del Vallès                   | masia                         | | 41° 39′ 54″ N, 2° 18′ 08″ E / 41.66501761252808°N,2.302300930023194°E                                                          |                                                      | Can Jordana (les Franqueses del Vallès)     | Modifica les dades a Wikidata |
|        | Can Jordi                | les Franqueses del Vallès                   | masia                         | | 41° 38′ 58″ N, 2° 18′ 49″ E / 41.6495059682908°N,2.31360065291578°E                                                            |                                                      |                                             | Modifica les dades a Wikidata |
|        | Can Jordi Nou            | les Franqueses del Vallès                   | masia                         | | 41° 38′ 56″ N, 2° 18′ 37″ E / 41.6488834092617°N,2.31041291219141°E                                                            |                                                      |                                             | Modifica les dades a Wikidata |
|        | Can Jordi Tries          | les Franqueses del Vallès                   | masia                         | | 41° 39′ 12″ N, 2° 16′ 46″ E / 41.6532964430896°N,2.27950105264604°E                                                            |                                                      |                                             | Modifica les dades a Wikidata |
|        | Can Landa                | les Franqueses del Vallès                   | masia                         | | 41° 39′ 48″ N, 2° 18′ 16″ E / 41.6633939625925°N,2.30444452932746°E                                                            |                                                      |                                             | Modifica les dades a Wikidata |
|        | Can Lari                 | les Franqueses del Vallès                   | masia                         | | 41° 38′ 22″ N, 2° 17′ 52″ E / 41.6395559537817°N,2.29767677345014°E                                                            |                                                      |                                             | Modifica les dades a Wikidata |
|        | Can Llampallas           | les Franqueses del Vallès                   | masia                         | Estil: arquitectura popular 17th century                                                                            | 41° 39′ 03″ N, 2° 17′ 14″ E / 41.65081°N,2.28727°E ca:Pla de Llerona                                                           | bé integrant del patrimoni cultural català           | Can Llampallas (les Franqueses del Vallès)  | Modifica les dades a Wikidata |
|        | Can Lloreda              | les Franqueses del Vallès                   | masia                         | | 41° 38′ 37″ N, 2° 17′ 55″ E / 41.64363889°N,2.29859722°E 213.4 msnm                                                            |                                                      |                                             | Modifica les dades a Wikidata |
|        | Can Manel de la Serra    | les Franqueses del Vallès                   | masia                         | | 41° 37′ 29″ N, 2° 18′ 10″ E / 41.6245895360068°N,2.30268895979624°E                                                            |                                                      |                                             | Modifica les dades a Wikidata |
|        | Can Manells              | Marata                                      | masia                         | | 41° 38′ 13″ N, 2° 19′ 38″ E / 41.6370302866723°N,2.32718047466047°E                                                            |                                                      |                                             | Modifica les dades a Wikidata |
|        | Can Manent               | les Franqueses del Vallès                   | masia                         | | 41° 39′ 11″ N, 2° 17′ 25″ E / 41.6531925607143°N,2.29031087213274°E                                                            |                                                      |                                             | Modifica les dades a Wikidata |
|        | Can Manuel               | les Franqueses del Vallès                   | masia                         | | 41° 40′ 13″ N, 2° 19′ 24″ E / 41.6704057712276°N,2.32326523811842°E                                                            |                                                      |                                             | Modifica les dades a Wikidata |
|        | Can Manyosa              | les Franqueses del Vallès                   | masia                         | | 41° 40′ 40″ N, 2° 20′ 38″ E / 41.6777844665549°N,2.34378029839808°E                                                            |                                                      |                                             | Modifica les dades a Wikidata |
|        | Can Marc                 | les Franqueses del Vallès                   | masia                         | | 41° 40′ 33″ N, 2° 20′ 21″ E / 41.6759117547261°N,2.3391980118593°E                                                             |                                                      |                                             | Modifica les dades a Wikidata |
|        | Can Margens              | les Franqueses del Vallès                   | masia                         | Estil: gòtic tardà arquitectura popular 16th century 18th century                                                   | 41° 38′ 39″ N, 2° 16′ 38″ E / 41.64427°N,2.27715°E ca:Ctra. de Granollers a l'Ametlla, km 3, a 1 km                            | bé integrant del patrimoni cultural català           | Can Margens (les Franqueses del Vallès)     | Modifica les dades a Wikidata |
|        | Can Mariano              | les Franqueses del Vallès                   | masia                         | | 41° 38′ 13″ N, 2° 18′ 24″ E / 41.6370615419836°N,2.30667281124626°E                                                            |                                                      |                                             | Modifica les dades a Wikidata |
|        | Can Marieta              | les Franqueses del Vallès                   | masia                         | | 41° 37′ 10″ N, 2° 18′ 38″ E / 41.6193586555819°N,2.3105354878905°E                                                             |                                                      |                                             | Modifica les dades a Wikidata |
|        | Can Marimon              | les Franqueses del Vallès                   | masia                         | | 41° 37′ 04″ N, 2° 18′ 37″ E / 41.6178353138517°N,2.31034766088265°E                                                            |                                                      |                                             | Modifica les dades a Wikidata |
|        | Can Marquès              | les Franqueses del Vallès                   | masia                         | | 41° 37′ 23″ N, 2° 18′ 39″ E / 41.62306591346896°N,2.3109161853790288°E                                                         |                                                      |                                             | Modifica les dades a Wikidata |
|        | Can Martí                | les Franqueses del Vallès                   | masia                         | | 41° 39′ 18″ N, 2° 17′ 20″ E / 41.6549497485009°N,2.28898249780748°E                                                            |                                                      |                                             | Modifica les dades a Wikidata |
|        | Can Martí                | Marata                                      | masia                         | | 41° 38′ 50″ N, 2° 19′ 26″ E / 41.647149888970915°N,2.323946356773377°E                                                         |                                                      |                                             | Modifica les dades a Wikidata |
|        | Can Marí                 | Corró d'Amunt                               | masia                         | Estil: arquitectura popular                                                                                         | 41° 39′ 31″ N, 2° 19′ 47″ E / 41.65873°N,2.32972°E ca:Ctra. BV-5151, km 4, a 1 km                                              | bé integrant del patrimoni cultural català           | Can Marí (les Franqueses del Vallès)        | Modifica les dades a Wikidata |
|        | Can Mateu                | les Franqueses del Vallès                   | masia                         | | 41° 37′ 29″ N, 2° 18′ 53″ E / 41.6248239140693°N,2.31470280378968°E                                                            |                                                      |                                             | Modifica les dades a Wikidata |
|        | Can Mercer               | les Franqueses del Vallès                   | masia                         | | 41° 37′ 58″ N, 2° 18′ 20″ E / 41.632811615117°N,2.30542172487896°E                                                             | bé amb protecció urbanística                         |                                             | Modifica les dades a Wikidata |
|        | Can Met Blai             | les Franqueses del Vallès                   | masia                         | | 41° 37′ 27″ N, 2° 18′ 41″ E / 41.6242539936629°N,2.31127562012776°E                                                            |                                                      |                                             | Modifica les dades a Wikidata |
|        | Can Miquel de l'Alzina   | les Franqueses del Vallès Cànoves i Samalús | masia                         | | 41° 41′ 08″ N, 2° 19′ 58″ E / 41.6856287244451°N,2.33267020901986°E                                                            |                                                      |                                             | Modifica les dades a Wikidata |
|        | Can Miquel de la Reina   | les Franqueses del Vallès                   | masia                         | | 41° 41′ 02″ N, 2° 20′ 02″ E / 41.6838251685554°N,2.3338543327508°E                                                             |                                                      |                                             | Modifica les dades a Wikidata |
|        | Can Misses               | les Franqueses del Vallès                   | masia                         | | 41° 38′ 29″ N, 2° 18′ 00″ E / 41.6412633219408°N,2.29997566499714°E                                                            |                                                      |                                             | Modifica les dades a Wikidata |
|        | Can Monells              | les Franqueses del Vallès                   | masia                         | | 41° 40′ 19″ N, 2° 19′ 07″ E / 41.6719009101858°N,2.31868459533045°E                                                            |                                                      | Can Monells (les Franqueses del Vallès)     | Modifica les dades a Wikidata |
|        | Can Morera               | les Franqueses del Vallès                   | masia                         | Estil: modernisme català arquitectura modernista                                                                    | 41° 38′ 53″ N, 2° 17′ 47″ E / 41.64801°N,2.29646°E ca:Llerona. Crtra. N-152, km 32,8                                           | bé integrant del patrimoni cultural català           | Can Morera (les Franqueses del Vallès)      | Modifica les dades a Wikidata |
|        | Can Moret                | les Franqueses del Vallès                   | masia                         | | 41° 38′ 48″ N, 2° 17′ 24″ E / 41.6466690920042°N,2.28993815719436°E                                                            |                                                      |                                             | Modifica les dades a Wikidata |
|        | Can Muntaner             | les Franqueses del Vallès                   | masia                         | | 41° 39′ 28″ N, 2° 17′ 15″ E / 41.6578050440357°N,2.28753385537864°E                                                            |                                                      |                                             | Modifica les dades a Wikidata |
|        | Can Nau                  | les Franqueses del Vallès                   | masia                         | | 41° 39′ 31″ N, 2° 17′ 10″ E / 41.6586691357977°N,2.28598696912748°E                                                            |                                                      |                                             | Modifica les dades a Wikidata |
|        | Can Noguera              | les Franqueses del Vallès                   | masia                         | | 41° 38′ 02″ N, 2° 19′ 11″ E / 41.63399242128107°N,2.3196655511856084°E                                                         |                                                      |                                             | Modifica les dades a Wikidata |
|        | Can Novell               | les Franqueses del Vallès                   | masia                         | | 41° 38′ 41″ N, 2° 17′ 52″ E / 41.6448440472966°N,2.29782348572617°E                                                            |                                                      |                                             | Modifica les dades a Wikidata |
|        | Can Pagès d'Avall        | les Franqueses del Vallès                   | masia                         | | 41° 38′ 01″ N, 2° 18′ 27″ E / 41.6335985675491°N,2.30746630105456°E                                                            |                                                      |                                             | Modifica les dades a Wikidata |
|        | Can Paituví              | les Franqueses del Vallès                   | masia                         | | 41° 39′ 21″ N, 2° 19′ 52″ E / 41.6558060771395°N,2.33110457137681°E                                                            |                                                      |                                             | Modifica les dades a Wikidata |
|        | Can Palau Nou            | les Franqueses del Vallès                   | masia                         | | 41° 38′ 22″ N, 2° 17′ 35″ E / 41.63936490907°N,2.29296007341714°E                                                              |                                                      |                                             | Modifica les dades a Wikidata |
|        | Can Parets               | les Franqueses del Vallès                   | masia                         | | 41° 39′ 24″ N, 2° 17′ 40″ E / 41.6565777962896°N,2.29446528831477°E                                                            |                                                      |                                             | Modifica les dades a Wikidata |
|        | Can Pau Drac             | les Franqueses del Vallès                   | masia                         | | 41° 37′ 29″ N, 2° 19′ 15″ E / 41.624652314125°N,2.32069478446665°E                                                             |                                                      |                                             | Modifica les dades a Wikidata |
|        | Can Pau Salomó           | les Franqueses del Vallès                   | masia                         | | 41° 38′ 44″ N, 2° 18′ 30″ E / 41.6455645062279°N,2.30820276728702°E                                                            |                                                      |                                             | Modifica les dades a Wikidata |
|        | Can Pelat                | les Franqueses del Vallès                   | masia                         | | 41° 38′ 20″ N, 2° 17′ 50″ E / 41.6388681530861°N,2.29714392780487°E                                                            |                                                      |                                             | Modifica les dades a Wikidata |
|        | Can Pep Tarafa           | les Franqueses del Vallès                   | masia                         | | 41° 38′ 33″ N, 2° 18′ 36″ E / 41.6426213204057°N,2.31005941486209°E                                                            |                                                      |                                             | Modifica les dades a Wikidata |
|        | Can Pepe                 | les Franqueses del Vallès                   | masia                         | | 41° 39′ 05″ N, 2° 18′ 43″ E / 41.6514501978874°N,2.31187469130091°E                                                            |                                                      |                                             | Modifica les dades a Wikidata |
|        | Can Pere Saüquet         | les Franqueses del Vallès                   | masia                         | | 41° 40′ 11″ N, 2° 19′ 15″ E / 41.6698326972483°N,2.3207846054664°E                                                             |                                                      | Can Pere Sauquet                            | Modifica les dades a Wikidata |
|        | Can Pere de l'Om         | les Franqueses del Vallès                   | masia                         | | 41° 38′ 30″ N, 2° 18′ 39″ E / 41.6417886065096°N,2.31088480864692°E                                                            |                                                      |                                             | Modifica les dades a Wikidata |
|        | Can Perera               | Marata                                      | masia                         | | 41° 38′ 34″ N, 2° 19′ 22″ E / 41.6429047275332°N,2.32288063979004°E                                                            |                                                      |                                             | Modifica les dades a Wikidata |
|        | Can Periques             | les Franqueses del Vallès                   | masia                         | | 41° 38′ 36″ N, 2° 17′ 52″ E / 41.6434034393724°N,2.29791117357212°E                                                            |                                                      |                                             | Modifica les dades a Wikidata |
|        | Can Picarol              | les Franqueses del Vallès Cànoves i Samalús | masia                         | | 41° 41′ 05″ N, 2° 20′ 14″ E / 41.684808181953°N,2.33718450698565°E                                                             |                                                      |                                             | Modifica les dades a Wikidata |
|        | Can Pinet                | les Franqueses del Vallès                   | masia                         | | 41° 40′ 46″ N, 2° 20′ 32″ E / 41.6795142896425°N,2.34228493707536°E                                                            |                                                      |                                             | Modifica les dades a Wikidata |
|        | Can Plans                | les Franqueses del Vallès                   | masia                         | | 41° 37′ 33″ N, 2° 18′ 58″ E / 41.62575260267135°N,2.3161196708679204°E                                                         |                                                      |                                             | Modifica les dades a Wikidata |
|        | Can Poses                | les Franqueses del Vallès                   | masia                         | | 41° 38′ 54″ N, 2° 17′ 16″ E / 41.6483393446433°N,2.2876621765203°E                                                             |                                                      |                                             | Modifica les dades a Wikidata |
|        | Can Pous                 | les Franqueses del Vallès                   | masia                         | | 41° 38′ 40″ N, 2° 17′ 56″ E / 41.6444905282386°N,2.29893206117307°E                                                            |                                                      |                                             | Modifica les dades a Wikidata |
|        | Can Pous de Baix         | les Franqueses del Vallès                   | masia                         | | 41° 38′ 39″ N, 2° 17′ 49″ E / 41.644262637476°N,2.29701325643077°E                                                             |                                                      |                                             | Modifica les dades a Wikidata |
|        | Can Puig-oriol Gros      | les Franqueses del Vallès                   | masia                         | | 41° 40′ 23″ N, 2° 20′ 27″ E / 41.6729218757956°N,2.34085038950588°E                                                            |                                                      |                                             | Modifica les dades a Wikidata |
|        | Can Puig-oriol Xic       | les Franqueses del Vallès                   | masia                         | | 41° 40′ 22″ N, 2° 20′ 28″ E / 41.672760790526°N,2.34103223211428°E                                                             |                                                      |                                             | Modifica les dades a Wikidata |
|        | Can Pujol                | Marata                                      | masia                         | | 41° 38′ 23″ N, 2° 19′ 45″ E / 41.639788953344°N,2.32914496699486°E                                                             |                                                      |                                             | Modifica les dades a Wikidata |
|        | Can Quim                 | les Franqueses del Vallès                   | masia                         | | 41° 39′ 31″ N, 2° 17′ 15″ E / 41.6585521374793°N,2.28745355720699°E                                                            |                                                      |                                             | Modifica les dades a Wikidata |
|        | Can Quintana             | les Franqueses del Vallès                   | masia                         | | 41° 40′ 17″ N, 2° 20′ 46″ E / 41.67143036301°N,2.34622341782226°E                                                              |                                                      |                                             | Modifica les dades a Wikidata |
|        | Can Rafael               | les Franqueses del Vallès                   | masia                         | | 41° 40′ 55″ N, 2° 20′ 02″ E / 41.6818797522876°N,2.33387439792606°E                                                            |                                                      |                                             | Modifica les dades a Wikidata |
|        | Can Rafel de les Botges  | les Franqueses del Vallès                   | masia                         | | 41° 40′ 23″ N, 2° 20′ 44″ E / 41.6730123791817°N,2.34565479634579°E                                                            |                                                      |                                             | Modifica les dades a Wikidata |
|        | Can Rajol                | les Franqueses del Vallès                   | masia                         | 17th century Estat: enderrocat o destruït                                                                           | 41° 39′ 31″ N, 2° 17′ 42″ E / 41.6586621348603°N,2.29506709198746°E                                                            |                                                      | Can Rajol                                   | Modifica les dades a Wikidata |
|        | Can Ramis                | Marata                                      | masia                         | | 41° 39′ 01″ N, 2° 19′ 15″ E / 41.65021°N,2.3208°E ca:Marata. Camí vell de les Franqueses                                       | bé integrant del patrimoni cultural català           | Can Ramis (les Franqueses del Vallès)       | Modifica les dades a Wikidata |
|        | Can Reverter             | les Franqueses del Vallès                   | masia                         | | 41° 38′ 02″ N, 2° 18′ 05″ E / 41.6338507490202°N,2.30150860644045°E                                                            |                                                      |                                             | Modifica les dades a Wikidata |
|        | Can Reverter de la Serra | les Franqueses del Vallès                   | masia                         | | 41° 37′ 18″ N, 2° 17′ 52″ E / 41.6215426648691°N,2.29784826225402°E                                                            |                                                      |                                             | Modifica les dades a Wikidata |
|        | Can Ribes                | les Franqueses del Vallès                   | masia                         | | 41° 37′ 54″ N, 2° 17′ 33″ E / 41.631591796875°N,2.292388916015625°E ca:Corró d'Avall. Camí Antic de Vic, 10                    |                                                      |                                             | Modifica les dades a Wikidata |
|        | Can Riera                | Corró d'Amunt                               | masia                         | Estil: gòtic tardà arquitectura popular 16th century                                                                | 41° 39′ 37″ N, 2° 19′ 40″ E / 41.66027°N,2.32788°E ca:Prop de la ctra. Cànoves, km 4.                                          | bé integrant del patrimoni cultural català           | Can Riera (les Franqueses del Vallès)       | Modifica les dades a Wikidata |
|        | Can Rodoreda             | les Franqueses del Vallès                   | masia                         | | 41° 38′ 57″ N, 2° 17′ 28″ E / 41.6492709767825°N,2.29120654687379°E                                                            |                                                      |                                             | Modifica les dades a Wikidata |
|        | Can Rovira de Villar     | Llerona                                     | masia casa pairal             | Estil: arquitectura popular                                                                                         | 41° 39′ 21″ N, 2° 18′ 09″ E / 41.65587°N,2.30244°E                                                                             | bé integrant del patrimoni cultural català           | Can Rovira del Villar                       | Modifica les dades a Wikidata |
|        | Can Ruqueries            | les Franqueses del Vallès                   | masia                         | | 41° 39′ 15″ N, 2° 17′ 25″ E / 41.6542276431354°N,2.29019142135279°E                                                            |                                                      |                                             | Modifica les dades a Wikidata |
|        | Can Sabater              | les Franqueses del Vallès                   | masia                         | | 41° 39′ 04″ N, 2° 20′ 14″ E / 41.6510491413004°N,2.33712237784643°E                                                            |                                                      |                                             | Modifica les dades a Wikidata |
|        | Can Sala                 | les Franqueses del Vallès                   | masia                         | | 41° 39′ 43″ N, 2° 19′ 26″ E / 41.66183°N,2.32387°E ca:Corró d'Amunt. Crtra. BV-5151, km 4,6                                    | bé integrant del patrimoni cultural català           |                                             | Modifica les dades a Wikidata |
|        | Can Santa Digna          | les Franqueses del Vallès                   | masia residència de gent gran | | 41° 39′ 35″ N, 2° 17′ 38″ E / 41.659623°N,2.294008°E Llerona 216 msnm                                                          |                                                      | Can Santa Digna                             | Modifica les dades a Wikidata |
|        | Can Santpere de la Torre | les Franqueses del Vallès                   | masia                         | | 41° 37′ 25″ N, 2° 17′ 31″ E / 41.6236139061176°N,2.29190775241325°E                                                            |                                                      |                                             | Modifica les dades a Wikidata |
|        | Can Seguí                | les Franqueses del Vallès                   | masia                         | | 41° 41′ 00″ N, 2° 20′ 04″ E / 41.683279527321°N,2.3345087833021°E                                                              |                                                      |                                             | Modifica les dades a Wikidata |
|        | Can Serra                | les Franqueses del Vallès                   | masia                         | | 41° 39′ 46″ N, 2° 20′ 23″ E / 41.6626825265492°N,2.33958552749748°E                                                            |                                                      |                                             | Modifica les dades a Wikidata |
|        | Can Sobirana             | Marata                                      | masia                         | | 41° 38′ 19″ N, 2° 19′ 55″ E / 41.6385711994109°N,2.33193119554147°E                                                            |                                                      |                                             | Modifica les dades a Wikidata |
|        | Can Sobrefenc            | les Franqueses del Vallès                   | masia                         | | 41° 39′ 09″ N, 2° 18′ 46″ E / 41.6523931307013°N,2.31290948073357°E                                                            |                                                      |                                             | Modifica les dades a Wikidata |
|        | Can Sorgues              | les Franqueses del Vallès                   | masia                         | | 41° 39′ 14″ N, 2° 17′ 12″ E / 41.6539442983527°N,2.28661562228935°E ca:Llerona                                                 |                                                      | Can Sorgues                                 | Modifica les dades a Wikidata |
|        | Can Suquet               | Corró d'Amunt                               | masia                         | Estil: arquitectura popular                                                                                         | 41° 40′ 18″ N, 2° 20′ 10″ E / 41.67179°N,2.33607°E                                                                             | bé integrant del patrimoni cultural català           |                                             | Modifica les dades a Wikidata |
|        | Can Suquet de la Serra   | les Franqueses del Vallès                   | masia                         | | 41° 40′ 42″ N, 2° 20′ 27″ E / 41.6783887325178°N,2.34077057845606°E                                                            |                                                      |                                             | Modifica les dades a Wikidata |
|        | Can Suquet del Pla       | les Franqueses del Vallès                   | masia                         | | 41° 40′ 09″ N, 2° 19′ 58″ E / 41.6690648175134°N,2.33269715051974°E                                                            |                                                      | Can Suquet del Pla                          | Modifica les dades a Wikidata |
|        | Can Tarafa               | les Franqueses del Vallès                   | masia                         | | 41° 38′ 35″ N, 2° 18′ 59″ E / 41.64319°N,2.31637°E ca:Marata - Crtra. BV-5151, trencall km 2,3                                 | bé integrant del patrimoni cultural català           | Can Tarafa (les Franqueses del Vallès)      | Modifica les dades a Wikidata |
|        | Can Taulet               | les Franqueses del Vallès                   | masia                         | | 41° 39′ 07″ N, 2° 17′ 44″ E / 41.651944°N,2.295418°E 207 msnm                                                                  |                                                      | Can Taulet                                  | Modifica les dades a Wikidata |
|        | Can Tomàs                | les Franqueses del Vallès                   | masia                         | | 41° 36′ 52″ N, 2° 18′ 49″ E / 41.614457686138°N,2.3135436049343°E                                                              |                                                      |                                             | Modifica les dades a Wikidata |
|        | Can Toni                 | les Franqueses del Vallès                   | masia                         | | 41° 38′ 57″ N, 2° 16′ 54″ E / 41.6492382059339°N,2.28157577622633°E                                                            |                                                      |                                             | Modifica les dades a Wikidata |
|        | Can Torrents             | les Franqueses del Vallès                   | masia                         | | 41° 39′ 17″ N, 2° 19′ 30″ E / 41.6548155019294°N,2.32497774185845°E 247 msnm                                                   |                                                      | Can Torrents (les Franqueses del Vallès)    | Modifica les dades a Wikidata |
|        | Can Tort                 | Marata                                      | masia                         | | 41° 38′ 28″ N, 2° 19′ 31″ E / 41.6410356928393°N,2.32516960102921°E                                                            |                                                      |                                             | Modifica les dades a Wikidata |
|        | Can Trias                | les Franqueses del Vallès                   | masia                         | Estil: arquitectura gòtica arquitectura del Renaixement arquitectura popular 16th century 18th century 20th century | 41° 39′ 11″ N, 2° 17′ 13″ E / 41.653°N,2.286976°E ca:Ctra. Llerona-l'Ametlla BU-1433, a 50 m, Pla de Llerona                   | bé integrant del patrimoni cultural català           | Can Trias (les Franqueses del Vallès)       | Modifica les dades a Wikidata |
|        | Can Tries                | les Franqueses del Vallès                   | masia                         | | 41° 38′ 55″ N, 2° 17′ 07″ E / 41.64859°N,2.285207°E                                                                            |                                                      |                                             | Modifica les dades a Wikidata |
|        | Can Valls Gros           | les Franqueses del Vallès                   | masia                         | | 41° 39′ 18″ N, 2° 19′ 42″ E / 41.6551316461156°N,2.32820513005791°E 246 msnm                                                   |                                                      | Can Valls Gros                              | Modifica les dades a Wikidata |
|        | Can Verges               | les Franqueses del Vallès                   | masia                         | | 41° 38′ 53″ N, 2° 17′ 23″ E / 41.6481902310052°N,2.28976534099772°E                                                            |                                                      |                                             | Modifica les dades a Wikidata |
|        | Can Viure                | Corró d'Amunt                               | masia                         | Estil: arquitectura popular                                                                                         | 41° 39′ 30″ N, 2° 19′ 24″ E / 41.6582°N,2.32329°E ca:Corró d'Amunt. Crtra. BV-5151, km 4,15                                    | bé integrant del patrimoni cultural català           | Can Viure                                   | Modifica les dades a Wikidata |
|        | Can Xap                  | les Franqueses del Vallès                   | masia                         | | 41° 37′ 32″ N, 2° 18′ 04″ E / 41.6254717116241°N,2.30111887163022°E 192 msnm                                                   |                                                      | Can Xap                                     | Modifica les dades a Wikidata |
|        | Can Xerric               | les Franqueses del Vallès                   | masia                         | | 41° 38′ 08″ N, 2° 17′ 09″ E / 41.6355193902612°N,2.28576227826868°E                                                            |                                                      |                                             | Modifica les dades a Wikidata |
|        | Can Xica                 | les Franqueses del Vallès                   | masia                         | | 41° 38′ 59″ N, 2° 19′ 01″ E / 41.6496968373137°N,2.31691310636268°E                                                            |                                                      |                                             | Modifica les dades a Wikidata |
|        | Casa Garriga             | les Franqueses del Vallès                   | masia                         | | 41° 37′ 56″ N, 2° 18′ 11″ E / 41.63212802897198°N,2.3030787706375127°E Corró d'Avall                                           | bé amb protecció urbanística                         |                                             | Modifica les dades a Wikidata |
|        | Mas Avel·lí              | les Franqueses del Vallès                   | masia                         | | 41° 38′ 07″ N, 2° 18′ 38″ E / 41.6351751824101°N,2.31052303309026°E 195 msnm                                                   |                                                      | Mas Avel·lí                                 | Modifica les dades a Wikidata |
|        | Mas Recordà              | les Franqueses del Vallès                   | masia                         | | 41° 38′ 51″ N, 2° 18′ 22″ E / 41.6474250600652°N,2.30605734824697°E                                                            |                                                      |                                             | Modifica les dades a Wikidata |
|        | Torre Nova               | Marata                                      | masia                         | Estil: noucentisme                                                                                                  | 41° 38′ 54″ N, 2° 19′ 25″ E / 41.64822°N,2.32361°E                                                                             | bé integrant del patrimoni cultural català           | Torre Nova (les Franqueses del Vallès)      | Modifica les dades a Wikidata |
|        | Torre de Marata          | Marata                                      | masia casa forta              | Estil: arquitectura popular                                                                                         | 41° 38′ 47″ N, 2° 19′ 23″ E / 41.646379°N,2.323189°E                                                                           | bé d'interès cultural bé cultural d'interès nacional | Torre de Marata (les Franqueses del Vallès) | Modifica les dades a Wikidata |
|        | Torre de Seva            | Marata                                      | masia casa forta              | | 41° 38′ 47″ N, 2° 18′ 59″ E / 41.64638889°N,2.31630556°E                                                                       | bé d'interès cultural bé cultural d'interès nacional | Torre de Seva                               | Modifica les dades a Wikidata |
|        | el Molí                  | les Franqueses del Vallès                   | masia                         | | 41° 39′ 06″ N, 2° 19′ 08″ E / 41.6516455791298°N,2.31897013543347°E                                                            |                                                      |                                             | Modifica les dades a Wikidata |
|        | el Molí                  | les Franqueses del Vallès                   | masia                         | | 41° 38′ 08″ N, 2° 17′ 41″ E / 41.635563°N,2.294811°E 184 msnm                                                                  |                                                      | El Molí (les Franqueses del Vallès)         | Modifica les dades a Wikidata |

## monument
| imatge | Nom                                        | Ubicat a                  | instància de | Detalls | coordenades | Protecció | Commons (més fotos) | Dades a WD                    |
| ------ | ------------------------------------------ | ------------------------- | ------------ | ------- | --- | --------- | ------------------- | ----------------------------- |
|        | Escultura Verge de la Immaculada           | les Franqueses del Vallès | monument     |         | 41° 37′ 39″ N, 2° 17′ 48″ E / 41.62743377685547°N,2.2965710163116455°E ca:Corró d'Avall. Davant de l'església de Santa Eulàlia |           |                     | Modifica les dades a Wikidata |
|        | Monument a les Franqueses                  | les Franqueses del Vallès | monument     |         | 41° 38′ 11″ N, 2° 17′ 51″ E / 41.636444091796875°N,2.2975199222564697°E ca:Plaça de l'Ajuntament                               |           |                     | Modifica les dades a Wikidata |
|        | Monument a les víctimes de la Guerra Civil | les Franqueses del Vallès | monument     |         | 41° 38′ 10″ N, 2° 17′ 51″ E / 41.63618087768555°N,2.297513961791992°E ca:Corró d'Avall. Plaça de l'Ajuntament                  |           |                     | Modifica les dades a Wikidata |

## muntanya
| imatge | Nom                  | Ubicat a                  | instància de | Detalls | coordenades                                                         | Protecció | Commons (més fotos)                              | Dades a WD                    |
| ------ | -------------------- | ------------------------- | ------------ | ------- | ------------------------------------------------------------------- | --------- | ------------------------------------------------ | ----------------------------- |
|        | Turó de Can Bertran  | les Franqueses del Vallès | muntanya     |         | 41° 40′ 41″ N, 2° 19′ 27″ E / 41.678°N,2.32411°E 371.1 msnm         |           | Turó de Can Bertran                              | Modifica les dades a Wikidata |
|        | Turó de les Mentides | les Franqueses del Vallès | muntanya     |         | 41° 38′ 51″ N, 2° 18′ 25″ E / 41.647524°N,2.30688°E 272.2 msnm      |           | Turó de les Mentides (les Franqueses del Vallès) | Modifica les dades a Wikidata |
|        | la Foradada          | les Franqueses del Vallès | muntanya     |         | 41° 37′ 59″ N, 2° 19′ 10″ E / 41.63291667°N,2.31930556°E 262.4 msnm |           |                                                  | Modifica les dades a Wikidata |

## nucli d'entitat singular de població
| imatge | Nom                       | Ubicat a                                                   | instància de                                            | Detalls | coordenades                                                                  | Protecció | Commons (més fotos) | Dades a WD                    |
| ------ | ------------------------- | ---------------------------------------------------------- | ------------------------------------------------------- | ------- | ---------------------------------------------------------------------------- | --------- | ------------------- | ----------------------------- |
|        | Polígon industrial Ramasa | Corró d'Avall les Franqueses del Vallès la Roca del Vallès | nucli d'entitat singular de població polígon industrial | 18 hab  | 41° 36′ 36″ N, 2° 18′ 25″ E / 41.61011115°N,2.30687974°E 171 msnm            |           |                     | Modifica les dades a Wikidata |
|        | els Gorgs                 | les Franqueses del Vallès Llerona                          | nucli d'entitat singular de població                    | 221 hab | 41° 39′ 53″ N, 2° 17′ 55″ E / 41.6646371218161°N,2.29854538922942°E 248 msnm |           | Els Gorgs           | Modifica les dades a Wikidata |

## nucli de població
| imatge | Nom                                     | Ubicat a                                | instància de                                                              | Detalls | coordenades                                                                  | Protecció | Commons (més fotos) | Dades a WD                    |
| ------ | --------------------------------------- | --------------------------------------- | ------------------------------------------------------------------------- | ------- | ---------------------------------------------------------------------------- | --------- | ------------------- | ----------------------------- |
|        | Can Baldic                              | les Franqueses del Vallès Llerona       | nucli de població nucli d'entitat singular de població                    | 75 hab  | 41° 39′ 17″ N, 2° 17′ 49″ E / 41.6547112519717°N,2.29706778950907°E 197 msnm |           |                     | Modifica les dades a Wikidata |
|        | Can Suquet                              | les Franqueses del Vallès Corró d'Amunt | nucli de població nucli d'entitat singular de població                    | 155 hab | 41° 40′ 17″ N, 2° 20′ 09″ E / 41.671332772021°N,2.3357641618037°E 313 msnm   |           |                     | Modifica les dades a Wikidata |
|        | Milpins                                 | les Franqueses del Vallès Corró d'Avall | nucli de població nucli d'entitat singular de població                    | 363 hab | 41° 38′ 20″ N, 2° 18′ 44″ E / 41.638768111032°N,2.31208498982°E 207 msnm     |           |                     | Modifica les dades a Wikidata |
|        | Polígon industrial Pla de Llerona       | Llerona les Franqueses del Vallès       | nucli de població nucli d'entitat singular de població polígon industrial | 5 hab   | 41° 38′ 39″ N, 2° 17′ 22″ E / 41.64417871°N,2.289443079°E 183 msnm           |           |                     | Modifica les dades a Wikidata |
|        | Polígon industrial del Congost          | Llerona les Franqueses del Vallès       | nucli de població nucli d'entitat singular de població polígon industrial | 0 hab   | 41° 38′ 19″ N, 2° 17′ 08″ E / 41.63861966°N,2.28548533°E 177 msnm            |           |                     | Modifica les dades a Wikidata |
|        | Polígon industrial el Camí Antic de Vic | Corró d'Avall les Franqueses del Vallès | nucli de població nucli d'entitat singular de població polígon industrial | 0 hab   | 41° 37′ 54″ N, 2° 17′ 30″ E / 41.63156°N,2.29174°E 172 msnm                  |           |                     | Modifica les dades a Wikidata |
|        | el Foguerar                             | les Franqueses del Vallès               | nucli de població                                                         |         | 41° 38′ 36″ N, 2° 19′ 57″ E / 41.643391716714°N,2.3324489010545°E            |           |                     | Modifica les dades a Wikidata |
|        | la Sagrera                              | les Franqueses del Vallès Corró d'Avall | nucli de població nucli d'entitat singular de població                    | 628 hab | 41° 37′ 38″ N, 2° 17′ 49″ E / 41.627225°N,2.29694444°E 204 msnm              |           |                     | Modifica les dades a Wikidata |

## Misc
| imatge | Nom                                                                      | Ubicat a                                | instància de                                      | Detalls                                          | coordenades | Protecció                                  | Commons (més fotos)                                 | Dades a WD                    |
| ------ | ------------------------------------------------------------------------ | --------------------------------------- | ------------------------------------------------- | ------------------------------------------------ | --- | ------------------------------------------ | --------------------------------------------------- | ----------------------------- |
|        | Casa de la Vila de les Franqueses del Vallès                             | les Franqueses del Vallès               | casa consistorial                                 | Estil: modernisme català arquitectura modernista | 41° 38′ 11″ N, 2° 17′ 50″ E / 41.63628°N,2.29721°E                                                                       | bé cultural d'interès nacional             | Ajuntament de les Franqueses del Vallès             | Modifica les dades a Wikidata |
|        | Circuit ferroviari de Cal Gavatx                                         | les Franqueses del Vallès Corró d'Avall | tren de miniatura que pot portar passatgers       |                                                  | 41° 37′ 45″ N, 2° 17′ 33″ E / 41.62917696662042°N,2.2925484180450444°E                                                   |                                            |                                                     | Modifica les dades a Wikidata |
|        | Espai Can Prat                                                           | les Franqueses del Vallès               | edifici públic                                    |                                                  | 41° 37′ 53″ N, 2° 17′ 58″ E / 41.631500244140625°N,2.299509048461914°E ca:Plaça Can Prat                                 |                                            |                                                     | Modifica les dades a Wikidata |
|        | Granja de Can Guilla                                                     | les Franqueses del Vallès               | granja                                            |                                                  | 41° 40′ 04″ N, 2° 18′ 18″ E / 41.667829389066°N,2.30509350508929°E                                                       |                                            |                                                     | Modifica les dades a Wikidata |
|        | Mare de Déu de Fàtima de Llerona                                         | Llerona                                 | oratori                                           |                                                  | 41° 39′ 02″ N, 2° 17′ 47″ E / 41.650452°N,2.296337°E 210 msnm                                                            |                                            | Mare de Déu de Fàtima de Llerona                    | Modifica les dades a Wikidata |
|        | Parc del Falgar                                                          | Llerona                                 | parc                                              |                                                  | 41° 38′ 47″ N, 2° 17′ 42″ E / 41.6465°N,2.295038°E 186 msnm                                                              |                                            | Parc del Falgar                                     | Modifica les dades a Wikidata |
|        | Pont de la C-352 sobre el Congost                                        | Canovelles les Franqueses del Vallès    | pont                                              | Travessa: Congost                                | 41° 37′ 24″ N, 2° 17′ 13″ E / 41.62328646680029°N,2.2870230674743657°E                                                   |                                            | Ronda Nord bridge over the Congost river            | Modifica les dades a Wikidata |
|        | Rectoria i Casal parroquial de Llerona                                   | les Franqueses del Vallès               | edifici residencial                               |                                                  | 41° 38′ 59″ N, 2° 18′ 01″ E / 41.64974594116211°N,2.300297975540161°E ca:Llerona. Al costat de l'església de Santa Maria |                                            |                                                     | Modifica les dades a Wikidata |
|        | Ros                                                                      | les Franqueses del Vallès               | vèrtex geodèsic                                   | Alt: 1.2m                                        | 41° 40′ 10″ N, 2° 20′ 38″ E / 41.669307°N,2.343834°E 340.459 msnm                                                        |                                            |                                                     | Modifica les dades a Wikidata |
|        | baixador de Llerona                                                      | Llerona les Franqueses del Vallès       | baixador antiga estació de ferrocarril edifici    | 1944-07-30                                       | 41° 39′ 01″ N, 2° 17′ 49″ E / 41.65025°N,2.2969444444444°E                                                               |                                            |                                                     | Modifica les dades a Wikidata |
|        | casa a la carretera de Ribes, 122                                        | les Franqueses del Vallès               | casa                                              | Estil: arquitectura modernista                   | 41° 37′ 33″ N, 2° 17′ 40″ E / 41.62574°N,2.29436°E ca:Carrer Barcelona, 217                                              | bé integrant del patrimoni cultural català | Carretera de Ribes, 122 (les Franqueses del Vallès) | Modifica les dades a Wikidata |
|        | cementiri de Marata                                                      | Marata                                  | cementiri                                         |                                                  | 41° 38′ 27″ N, 2° 19′ 23″ E / 41.64095234277029°N,2.32312560081482°E                                                     |                                            |                                                     | Modifica les dades a Wikidata |
|        | creu de Corró d'Amunt                                                    | les Franqueses del Vallès               | creu de la Santa Missió estructura arquitectònica |                                                  | 41° 40′ 15″ N, 2° 19′ 46″ E / 41.67079544067383°N,2.3293991088867188°E ca:Corró d'Amunt, al costat de l'església         |                                            |                                                     | Modifica les dades a Wikidata |
|        | creu de terme de la Capella de Sant Iscle i Santa Victòria de Can Guilla | les Franqueses del Vallès               | creu de terme                                     | Estil: arquitectura popular                      | 41° 40′ 06″ N, 2° 18′ 23″ E / 41.6683°N,2.30644°E                                                                        | bé integrant del patrimoni cultural català | Creu de terme de Can Guilla                         | Modifica les dades a Wikidata |